# Bornato
Bornato (Burnàt in dialetto bresciano) è una frazione del comune di Cazzago San Martino nel territorio della Franciacorta. Fino al 1927 è stato un comune autonomo.

## Origini del nome
Stando al Mazza (1986), il toponimo proverrebbe dal personale gentilizio romano Borronus oppure da Borna.

## Storia

### Epoca romana
Ai tempi dell'Impero Romano, Bornato fu pagus di una vasta zona che comprendeva anche Cazzago, Passirano e Paderno. A quei tempi il paese si trovava a meridione dell'attuale insediamento collinare, nella zona pianeggiante tra la località Costa e Barco, come attestano i ritrovamenti di fondamenta di case nelle campagne della zona. La forma del suolo e della vicina valle di Calino la quale separa Bornato dall'insediamento collinare della vicina frazione cazzaghese, fa presumere al Cocchetti (1859) che vi fosse un fiume, ora scomparso, che avrebbe favorito la scelta del luogo per la costruzione del centro amministrativo. Sono state rinvenute una lapide in ricordo del decurione Marco Giulio Fabio Omimcione e un piccolo cippo funerario.

### Epoca medioevale
La giurisdizione della Pieve di Bornato comprendeva territori più ampi di quelli del pagus originario, estendendosi anche su Travagliato.
Le indagini archeologiche svolte sul sito dei resti dell'attuale pieve negli 2005 e nel 2006 hanno rinvenuto la presenza di un insediamento longobardo che ai tempi era rimasto ai piedi della collina.
Secondo il Cocchetti (1859), furono le piene dell'ipotetico fiume a spingere la popolazione ad insediarsi sul rilievo. Sopra di esso fu probabilmente edificato un Castrum la cui presenza è attestata attorno all'anno Mille. Fu sede dei Bornati, famiglia nobile discendente dal Capitano della Pieve, tal Mozzi da Bergamo, che fu nominato nel corso del X secolo a questo incarico e che trasmise il proprio titolo agli eredi. In epoca tardocomunale, il Castello divenne proprietà esclusiva dei Bornati che lo riedificarono tra il 1266 e il 1270.
Sempre sulla base delle ricerche archeologiche è stata stabilita la presenza dell'edificio ecclesiale plebano, in stile romanico, che viene citato in documenti del 1058, e la presenza di una pieve longobarda ad esso precedente. La chiesa romanica fu poi riadattata nel Duecento, per poi essere sostituita nel Quattrocento da quella i cui ruderi sono visibili ancora oggi.
Nell'estimo visconteo del 1386, risulta che la comunità di Bornato facesse parte della quadra di Rovato.

### Dominio veneto
Durante le ultime lotte tra i Visconti e la Repubblica di Venezia per il controllo della provincia bresciana (1438), Antonio Martinengo prese possesso del castello, organizzando la resistenza contro le truppe viscontee comandate dal Piccinino che assediavano la fortezza. Il Gattamelata venne in suo soccorso tentando di cogliere alle spalle le truppe assedianti. Lo scontro non fu favorevole a quest'ultimo che dovette ritirarsi.
Durante l'epoca veneta, il comune fu mantenuto all'interno della quadra di Rovato. Nel 1493, risulta che ad esso era accorpata la frazione di Monterotondo, poi tornata ad essere in seguito municipalità autonoma.
Nel 1562, il nobile Lattanzio Bornati cedette il castello e tutti i fondi presenti in paese alla famiglia Gandini che ristrutturarono la fortezza conferendole la forma attuale. Nel 1796, la proprietà passò ai Garbelli in quanto fu conferita ad essi in dote dall'ultima discendente dei Gandini, Giulia.
Nel corso del XVII secolo fu edificata l'attuale parrocchiale che sostituì la Pieve, presto abbandonata.

### Dominio napoleonico
Entrato a far parte della Repubblica Bresciana (1797), con il Decreto 1º maggio dello stesso anno fu inserito nel Cantone dell'Alto Oglio. Con la confluenza dell'effimera esperienza repubblicana locale nella Repubblica Cisalpina entrò a far parte del Dipartimento del Mella e nella riorganizzazione di questo sulla base del Decreto 21 vendemmiale anno VII fu inserito nel Distretto del Sebino.
Durante la seconda repubblica cisalpina fu inserito invece nel Distretto II di Chiari (1801), mentre a partire dal 1805 entrò nel Cantone III di Adro a sua volta facente parte del Distretto II di Chiari. Il decreto 8 giugno 1805, inoltre, conferiva a Bornato lo status di comune di terza classe. Tuttavia, cinque anni dopo, fu aggregato a Cazzago, assieme al comune di Calino con Torbiato, per il basso numero di abitanti rispetto a quanto considerato sufficiente ad avere una municipalità autonoma.

### Dominio austriaco
Con il congresso di Vienna, la Lombardia, e quindi Bornato, entrò a far parte del Regno Lombardo-Veneto alle dipendenze dell'Impero austriaco. Il paese tornò ad essere autonomo e fu inserito nel Distretto IX di Adro della Provincia di Brescia (1816). Con la riforma del 1853 fu spostato nel distretto XIII di Iseo.

### Dopo l'Unità d'Italia
La Pace di Zurigo (1859) assegnò la Lombardia al Regno di Sardegna, poi Regno d'Italia (1861). Bornato rimase comune autonomo e fu incluso nel Mandamento II di Adro appartenente al Circondario II di Chiari della Provincia di Brescia. Dal 1865 fu amministrato da un sindaco, mentre a partire dal 1926 il governo municipale fu retto da un Podestà.
Nel 1911, il comune fu interessato dalla costruzione della ferrovia Iseo-Rovato e dalla diramazione Bornato-Paderno da parte della Società Nazionale Ferrovie e Tramvie (SNFT). A sud del paese, lungo la strada che conduce a Calino fu costruita una stazione ferroviaria che assunse la denominazione di Bornato-Calino.
Nel 1927 a seguito del Regio Decreto 18 ottobre 1927, n. 2018, la municipalità fu soppressa e il territorio fu aggregato al vicino comune di Cazzago San Martino assieme alle frazioni Barco e Costa.

## Monumenti e luoghi d'interesse

### Chiesa di san Bartolomeo apostolo
È la chiesa parrocchiale della frazione.
Fu edificata dopo il 1630 e consacrata dal cardinale Pietro Ottoboni, futuro papa Alessandro VIII, la seconda domenica di ottobre del 1666. È stata risistemata nel 1888 sulla base di un progetto redatto dall'architetto Angelo Bianchini.
La struttura è ad un'unica navata. All'interno erano presenti i seguiti dipinti ormai andati dispersi:
- una rappresentazione del martirio di San Bartolomeo apostolo del 1656, opera del pittore napoletano Pietro Mango;
- una raffigurazione della Passione di Gesù, ad opera di Gian Giacomo Barbello (1654);
- tela sul Battesimo di Gesù, ad opera di Antonio Gandino[7].

### Pieve di san Bartolomeo apostolo
È una chiesa di tipo plebano posta ai piedi del colle. Abbandonata nel corso del Settecento, di essa sopravvivono oggi alcuni ruderi.
Fu costruita nel Quattrocento sopra un edificio ecclesiastico preesistente, quest'ultimo edificato probabilmente nell'XI secolo poiché avente pianta in stile romanico. La struttura dell'edificio rinascimentale è composta da una navata principale e da una laterale a quattro campate. I resti degli affreschi sono databili tra il Quattrocento e il Cinquecento.
Nel 2009, il comune di Cazzago San Martino e la parrocchia di Bornato costituirono la Fondazione Antica Pieve di San Bartolomeo-Bornato, nata con il compito di conservare, manutenere e valorizzare il sito della Pieve.

### Santuario della Madonna della Zucchella

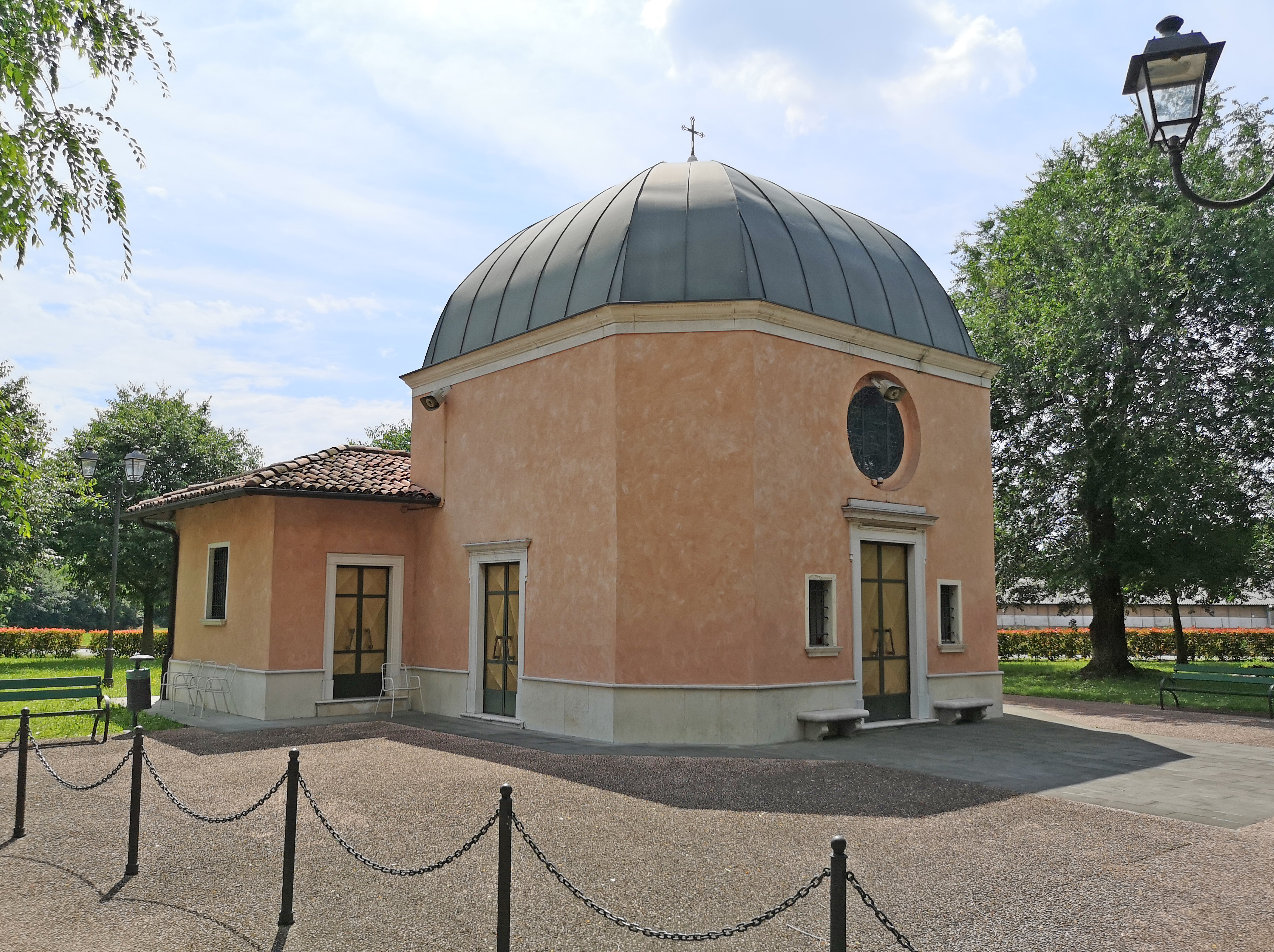
Santuario della Madonna della Zucchella.

Nei pressi del cimitero, lungo la strada che dal centro del paese va verso la frazione Barco, sorge il santuario della Madonna della Zucchella.
È stato costruito nel secondo dopoguerra per inglobare e proteggere un'edicola con l'affresco della Madonna della Zucchella. Negli anni sessanta tale affresco è stato strappato dalla sede originaria ed è stato collocato all'interno di una cornice.
Ogni cinque anni, a metà settembre, sono celebrate le Feste Quinquennali della Madonna della Zucchella, durante le quali l'effigie viene traslata dal Santuario alla Chiesa Parrocchiale per una intera settimana.

### Castello
Il Castello fu costruito negli anni sessanta del XIII secolo dalla famiglia Bornati in sostituzione del precedente castrum. È stato profondamente trasformato dalla famiglia Gandini, che ne diventò proprietaria nel 1562. Nel 1937 fu acquistato dall'armatore livornese Luigi Orlando dal quale deriva l'attuale denominazione alternativa di Villa Orlando.
La cinta muraria è in pietra grezza, circondata da un fossato e difesa da torri. All'interno è presente il palazzo voluto dai Gandini di chiaro stile rinascimentale che risulta essere stato costruito sul nucleo centrale del vecchio forte. Di questa struttura alto medioevale sono rimasti i resti in tre locali del piano terra.
Gli interni presentano affreschi del Sorisene e del Ghitti di origine settecentesca.
Il castello è inserito in un parco ottocentesco che ospita cedri del Libano, cedri deodara, ginko biloba e una sophora iaponica di oltre duecento anni.

### Altre architetture civili
- Palazzo Bornati. Secondo il Mazza (1986) sorse nella parte alta del paese sul finire del Settecento su terreni di proprietà della famiglia Bornati. Ha la tipica struttura da villa presente in numerose altre parti della Franciacorta con un portico alto retto da colonne in pietra di Sarnico. È inoltre sede della farmacia comunale, degli ambulatori e della sala civica[7]. Secondo Vincenzo Peroni, il palazzo risale al Cinquecento e fu acquistato dall'arciprete Giambattista Beccarelli nel 1680[16].
- La Villa Bornati-Secco d'Aragona fu eretta da Marco Antonio Bornati alla metà del XVI secolo. La sua proprietà passò ai Pulusella, e quindi ai Secco d'Aragona, tramite matrimoni. La villa è formata da due corpi uniti da un androne. Il più antico dei due corpi fu costruito nel Cinquecento ed è dotato di un portico a sei archi. Lo scalone fu aggiunto nel Settecento. Era presente un collegamento con il vicino castello, di cui oggi rimane traccia in alcuni frammenti di mura merlate[7].
- La Villa Rossa si trova su un rilievo a nord del paese. Fu costruita nel Cinquecento da Ottavio Bornati e nei secoli successivi passò in eredità a diverse famiglie nobiliari. È dotata di ampio giardino, di uno scalone scenografico e di una torre cilindrica[7].

## Religione
Del territorio della Parrocchia di Bornato appartengono anche le frazioni di Barco e Costa, che un tempo facevano parte del soppresso comune autonomo.